# Enyo bathus
Enyo bathus este o specie de molie din familia Sphingidae. Este întâlnită în        Peru și Bolivia.
Este asemănătoare cu speciile Enyo gorgon și Enyo taedium taedium.
Există probabil două până la trei generații într-un an. .

## Subspecii
- Enyo bathus bathus (Peru)
- Enyo bathus otiosus Kernbach, 1957 (Bolivia)